# Joséphine Thérèse Koster
Joséphine Thérèse Koster (Bandung, 23 juni 1902 – Oegstgeest, 22 juni 1986) was een Nederlands botanicus.
Ze groeide op in Nederlands-Indië, waar haar vader functionaris werd in de Raad van Indië. Ze studeerde biologie aan de Universiteit Utrecht, waar ze in 1929 afstudeerde. In 1930 werd ze onbetaald onderzoeker bij het Rijksherbarium in Leiden. Vanaf november 1933 werd ze er gesalarieerd conservator van de algencollectie. Daar hield ze zich in het bijzonder bezig met de pas verworven collectie algen van Anna Weber-van Bosse.
Ze promoveerde in 1935 met het proefschrift The Compositae of the Malay Archipelago. I. Vernonieae and Eupatorieae. Haar promotor was Herman Johannes Lam. 
Na haar promotie verdeelde haar aandacht zich tussen de composietenfamilie en algen, waarbij het laatste onderwerp haar voorkeur genoot. De collectie algen van het Rijksherbarium bestond eerst vooral uit de herbaria van Friedrich Traugott Kützing en Willem Frederik Reinier Suringar, maar verdriedubbelde in omvang bij verwerving van de collectie van Weber-van Bosse, die ook het herbarium van Ferdinand Hauck omvatte. De algencollectie werd hierdoor van internationaal belang. Jossie Koster legde zich toe op de organisatie en documentatie van deze collecties, zodat alle specimina toegankelijk werden.
Koster bleef tot haar pensionering in 1967 publiceren over composieten in Indonesië en specialiseerde zich zelf verder in de zeewieren. Ze benoemde nieuwe plantensoorten onder de naam J.Kost. In 1967 werd een nummer van het wetenschappelijke tijdschrift Blumea aan haar opgedragen. Ze was de eerste secretaris van de International Phycological Society, en actief lid van het International Committee for Algal Nomenclature.